# فوهلنهاگن
فوهلنهاگن (به آلمانی: Fuhlenhagen) یک شهر در آلمان است که در هرتسوگتوم لاونبورگ واقع شده‌است.
 فوهلنهاگن  ۳۰۵ نفر جمعیت دارد.